# Друштво српско-јеврејског пријатељства
Друштво српско-јеврејског пријатељства основала је у Београду 1987. године Клара Мандић, која је била и портпарол друштва. Друштво је формирано са декларисаним примарним циљем да промовише успостављање потпуних дипломатских односа између Израела и Југославије, што је раније кочио Титов режим.
Мандићева је рођена од родитеља Јевреја у концентрационом логору у Италији 1944. године, а касније је као сироче, усвојена од стране српске породице у Београду 1945. године. Друштво је у неким круговима критиковано због наводног промовисања ревизионистичког погледа на улогу Јевреја и Срба као равноправних жртава и жртава прогона.
Мандићева је 1992. америчкој јеврејској штампи дала контроверзан извештај о убиству шездесетседмогодишње Јеврејке по имену Анкица Коњух од стране хрватских снага. Касније се тврдило да је ова прича била лажна и да Анкица није била Јеврејка, нити су је убили Хрвати. Савез јеврејских општина Југославије се у децембру 1991. оградио тврдњи Мандићеве.
Мандићева је убијена у Београду у мају 2001. године убрзо након свргавања Слободана Милошевића.